# Noachismo

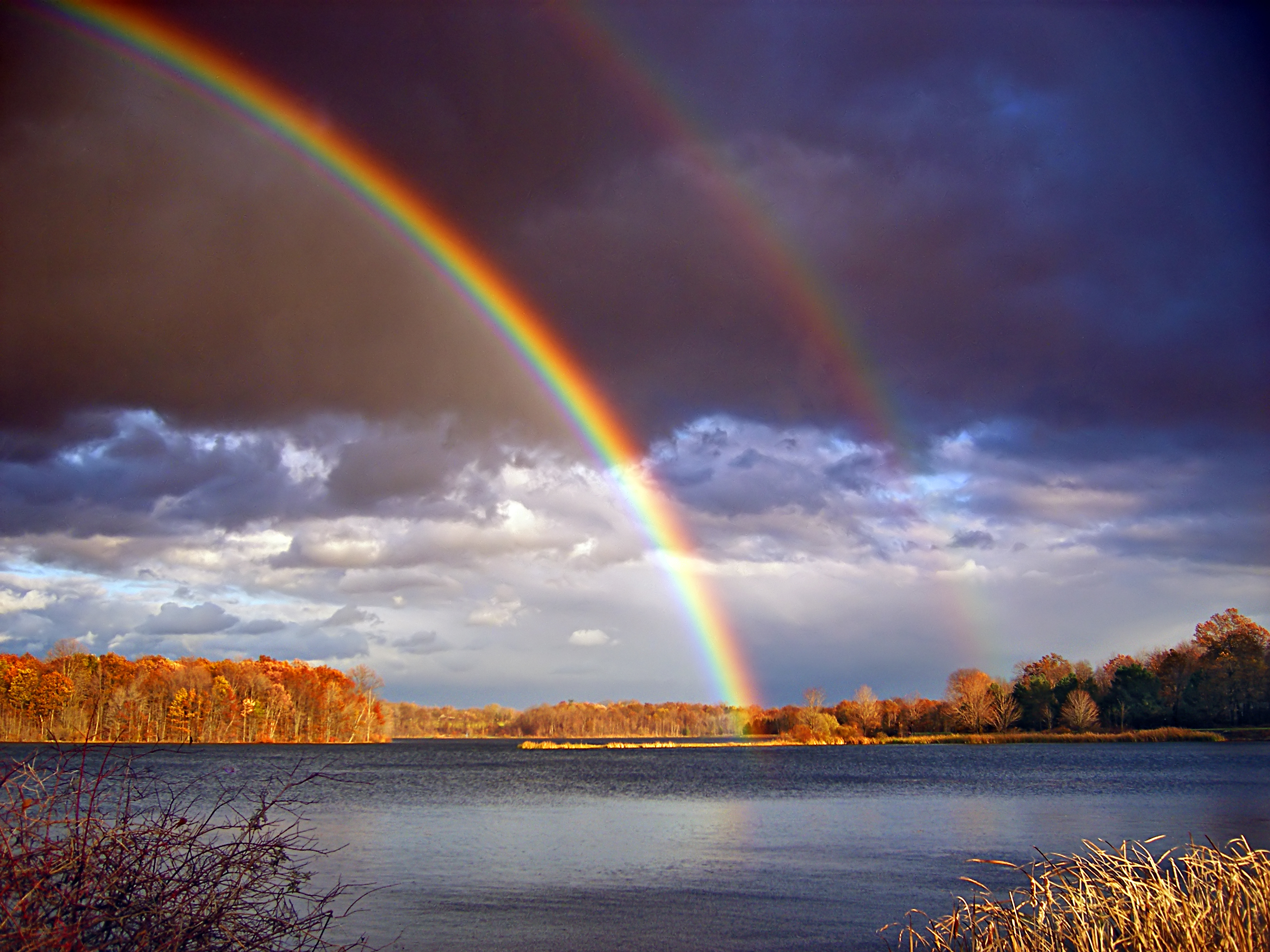
L'arcobaleno, simbolo dell'alleanza noachica

Nell'ebraismo le sette leggi di Noè (in ebraico שבע מצוות בני נח‎?, Sheva mitzvot B'nei Noach) sono una serie d'imperativi morali che sarebbero stati dati da Dio ai "figli di Noè" (e dunque a tutto il genere umano). Esse formano il sistema morale della tradizione ebraica denominato noachismo, che viene considerata dagli ebrei la religione naturale e più antica dell'umanità.
Secondo la tradizione ebraica il mondo è bipartito in goyim e yehudim. Gli ebrei rappresentano il popolo "sacerdote" di Yahweh davanti all'umanità, e, perciò, hanno più obblighi; inoltre devono conservare la tradizione noachica - oltre a quella ebraica - e spiegarla a chi lo desidera.
Ognuno nell'ottica ebraica ha un suo compito di tikkun olam, riparazione (o perfezionamento) del mondo. Gli ebrei devono rispettare, come popolo nel loro complesso, 613 mitzvot, mentre i goyim ne devono rispettare sette.
Queste sette leggi sono state date, secondo la tradizione ebraica, a Noè quando uscì dall'arca successivamente al Diluvio Universale. La fonte di queste sette leggi si trova nella Torah e la loro specificazione nel Talmud.
Secondo la tradizione rabbinica il non ebreo che rispetti pienamente questi sette precetti è considerato un giusto tra le nazioni del mondo ed ha parte nell'olam habba, il mondo futuro. Il Rambam ritiene necessario a tal fine che tali regole non siano rispettate per il solo fatto di averne raggiunto la loro consapevolezza per mezzo della ragione, ma che sia anche necessario che si creda che esse sono state date da Dio a Mosè nel Sinai.
L'ebraismo consente comunque la conversione, il ghiur, e dunque il non ebreo che volesse rispettare tutte le mitzvot della Torah può sempre farlo convertendosi all'ebraismo. L'ebraismo però, pur permettendo la conversione, non fa attivamente opera di proselitismo, ed anzi chi cerca di convertirsi viene dapprima dissuaso dal far ciò, facendogli notare che egli, rispettando solo sette leggi, può essere una persona giusta e meritoria del mondo futuro: gli si fa notare ad esempio che se prima mangiava maiale non era una colpa, mentre se ora mangiasse maiale sarebbe considerato un peccato.

## Le sette regole
Stipulata da Dio con Noè un'alleanza cosmica, in ebraico B'rith 'Olam (ברית עולם), l'"alleanza noachica" si compone dei 7 precetti così enunciati:
1. non commettere idolatria;
2. non uccidere: "Chi sparge il sangue dell'uomo, dall'uomo il suo sangue sarà sparso, perché ad immagine di Dio Egli ha fatto l'uomo" (Gen 9,6[4]: fondamento della "legge del taglione", nell'esegesi ebraica con ciò intendendo il risarcimento pecuniario);
3. non rubare e/o non rapire;
4. non commettere incesto e/o bestialità;
5. non bestemmiare;
6. divieto di mangiare parti del corpo di animali ancora vivi;
7. istituire tribunali giusti (distinguendo quindi tra testimonianza vera, falsa testimonianza nonché Lashon hara, ovvero "maldicenza", esaminando però i vari casi).

### I tribunali e la giustizia
Il trattato talmudico del Sanhedrin stabilisce che detti tribunali rabbinici debbano irrogare la pena di morte per chiunque volontariamente trasgredisca una qualsiasi delle leggi di Noè, come avviene per l'ebreo che tradisce le mitzvot: tuttavia i rabbini leader dell'ebraismo riformato, conservatore e ortodosso (oltre a quelli dell'ebraismo laico umanista) tendono a ritenere che la pena di morte sia una corretta e giusta punizione in teoria, ma sostengono che in pratica non dovrebbe generalmente essere utilizzata (o non utilizzata affatto). In pratica l'applicazione di una tale punizione può essere effettuata solo da quella società il cui sistema giudiziario è quasi perfetto, una situazione che non esiste da molto tempo o non è mai esistita. Gli ebrei di oggi quindi sostengono che la pena di morte possa essere applicata legittimamente solo da Dio in persona. I tribunali rabbinici quindi hanno rinunciato alla facoltà di infliggere qualsiasi punizione di tipo fisico/corporale, e tali punizioni sono rimandate al potere giudiziario del sistema legale della società civile. In ogni modo, la moderna istituzione della pena di morte viene oppugnata e contrastata dalle principali organizzazioni di tutte le correnti religiose ebraiche.

### Rapporti tra noachismo ed ebraismo
Per i non ebrei ai 7 precetti possono aggiungersene altri ancora sempre iscritti nella Torah, ciò dipende dalla loro volontà; invero se ne contano circa 66: importanti quindi anche i precetti di onorare i genitori e quelli che vietano di ferire moralmente il prossimo, farlo soffrire anche "interiormente", secondo malizia crudele volontaria, e di ingannarlo.

Il non ebreo che volesse aggiungere altri precetti presenti nella Torah (come non mangiare gli animali impuri, recitare lo Shemà, o seguire certi aspetti dell'etica ebraica) può liberamente farlo, ma non ne è assolutamente obbligato per essere considerato un giusto. Non può però un goy accettare su di sé l'osservanza dello Shabbat e studiare la Torah orale, cioè il Talmud, essendo essi considerati "eredità" particolare del popolo ebraico ed essendo considerato il rispetto dello Shabbat e lo studio della Torah orale da parte di un goy come violazione del divieto di furto, in questo caso ai danni d'Israele stesso. Tuttavia molti rabbini considerano lecita la lettura del Talmud da parte di coloro che desiderano sinceramente apprenderlo, specie a scopo di studio.
Il goy che, ospite di un ebreo, si trovi nella casa dell'amico al momento della celebrazione dello Shabbat ha il dovere di compiere una piccola azione di trasgressione (un piccolo lavoro, o altro) in modo da non osservare completamente la festa ebraica; ha però come dovere il rispetto e la partecipazione alla sensibilità della festa.
 In certi casi, se un ebreo ha bisogno di compiere un'azione non permessa durante lo shabbat può chiedere al non ebreo di farla al posto suo. 
Questa pratica ha dei limiti, in quanto non sempre gli ebrei possono chiedere al non ebreo di fare un lavoro vietato al posto loro. Tutto questo per non mostrare la presunzione di appropriarsi di un dono non riservato a lui ma all'ebreo (per gli ebrei lo Shabbat è un dono, non un obbligo). I noachidi accettano parte della teologia ebraica, ad esempio sul problema del male e la teodicea.

### Escatologia
L'aldilà e il mondo futuro sono visti dai noachidi in maniera simile a quella degli ebrei. Molti non credono ad un vero e proprio aldilà come Paradiso e Inferno cristiani, ma ad una sorta di Purgatorio (gehinom, sheol) o reincarnazione (gilgul) in ambito cabalistico, con la resurrezione dei morti in un mondo futuro, in cui vivranno gli ebrei e i giusti, mentre i malvagi non redenti saranno distrutti o sconfitti.
Nella concezione cabalistica di gilgul, che si differenzia da molte posizioni religiose orientali, la reincarnazione non è fatalista o automatica, né è essenzialmente una punizione del peccato, o ricompensa della virtù. Nella tradizione ebraica, i reami celesti cabalistici potrebbero allinearsi con il Principio di Fede sulla "ricompensa e punizione". Tuttavia qui ci si concentra sul processo individuale di Tiqqun (Riparazione) dell'anima. Nell'interpretazione cabalistica, ogni anima ebraica si reincarna solo le volte necessarie a completare ciascuna delle 613 mitzvòt. Anche le anime dei giusti (non-ebrei) tra le nazioni vengono assistiti mediante i gilgulim ad osservare le rispettive sette leggi noachiche. Perciò gilgul è espressione di compassione divina, vista come un accordo celeste con l'anima individuale (anche quella del malvagio) affinché possa scendere nuovamente in Terra, perché svolga i suoi compiti. Questa enfasi sull'azione fisica e la perfezione di ogni mitzvah è legata alla dottrina luriana del "Tiqqun Cosmico della Creazione". Questa teologia metafisica dà un significato cosmico alla vita di ogni persona, in quanto ogni individuo ha particolari compiti che lui/lei può completare. Pertanto, i gilgulim (cicli di reincarnazione) aiutano l'anima individuale in questo piano cosmico.

## L'alleanza di Noè
Gli esseri vegetali sono concessi come cibo all'uomo: "Ecco, io vi do ogni erba che produce seme e che è su tutta la terra e ogni albero in cui è il frutto, che produce seme: saranno il vostro cibo. A tutte le bestie selvatiche, a tutti gli uccelli del cielo e a tutti gli esseri che strisciano sulla terra e nei quali è alito di vita, io do in cibo ogni erba verde" (Gn 1,29-30). Come si legge chiaramente dal testo non è ampliata la concessione già fatta ad Adamo, a cui già erano stati concessi solamente i vegetali, sino al momento in cui Noè compie dei sacrifici a Dio dopo il Diluvio universale prima del quale si attese la Teshuvah degli individui.
Iddio si è impegnato a non mandare mai più diluvi per distruggere tutti gli individui nel corso dell'esistenza del mondo mantenendo semina e raccolto, luce e buio, il ciclo delle stagioni, del caldo e del freddo, della notte e del giorno.
Quest'alleanza è stipulata con tutta l'umanità ed offre dunque all'antico Israele le norme per considerare chi è giusto o empio tra gli individui non-ebrei delle altre 70 Nazioni.
La figura di Noè, uomo giusto tra i suoi contemporanei malvagi, è considerata in Isaia 54,9 come esempio di rettitudine grazie a cui venne concesso un nuovo mondo per un'Umanità rinnovata.
Nei tempi moderni i precetti noachici vengono considerati in diverse maniere, con varie scuole di pensiero. Secondo alcuni i precetti offrono al genere umano una serie di valori assoluti ed una struttura di giustizia basilare mentre le leggi attualmente applicate dalle varie nazioni sono valide presuntivamente.

## La campagna noachide
Dopo che il defunto Rebbe di Chabad-Lubavitch, Rabbi Menachem Mendel Schneerson, ebbe ad iniziare la sua Campagna Noachica, negli anni 1980, il numero di gentili che desiderano osservare i Sette Precetti di Noè, come descritti nella Torah, aumentava considerevolmente e continua ad aumentare. Nel 2005 lo studioso Rabbi Moshe Weiner di Gerusalemme accettò di formulare una codifica completa dei precetti noachici. L'opera è intitolata Sefer Sheva Mitzvot HaShem, pubblicata nel 2008/ 2009. Poiché è approvata da entrambi i Rabbini Capo di Israele, Rabbi Shlomo Moshe Amar e Rabbi Yonah Metzger, come anche da altre autorità halakhiche chassidiche e non-chassidiche, può esser considerata di carattere altamente autorevole e viene citata come uno "Shulchan Aruch" per i non-ebrei di tanti altri Paesi. Esistono associazioni noachidi religiose o secolari, in seguito a questa diffusione del sistema; esistono inoltre alcune logge della massoneria che si proclamano noachidi.

### Conversione al noachismo
Tutti coloro che non sono nati da una madre ebrea sono noachidi. Non occorre quindi convertirsi al noachismo ma se si vuole si può "ufficializzare" il proprio status di noachide osservante davanti a un Bet Din (un tribunale formato da tre Rabbini o da tre Ebrei osservanti). In Italia non c'è ancora un Bet Din autorizzato per cui alcuni rabbini italiani hanno dato vita a una dichiarazione noachide da inoltrare.

## L'arcobaleno e la sua simbologia nell'esegesi ebraica
Contrariamente a quanto comunemente ritenuto, l'arcobaleno non è considerato nell'ebraismo un buon segno. L'arcobaleno è stato posto come segno del patto tra Dio e Noè, come simbolo della promessa fatta dall'Eterno a Noè di non distruggere mai più il mondo per mezzo di un diluvio. Come però si evince dallo stesso racconto biblico in Parasha Noach e dalle fonti rabbiniche, l'arcobaleno compare nel cielo quando il mondo meriterebbe di essere distrutto da un diluvio, ma a causa del patto tra Dio e Noè, l'Eterno si trattiene dal distruggere nuovamente il mondo. La tradizione rabbinica racconta infatti che quando nel mondo vi furono grandi giusti, ad esempio all'epoca di Abramo, non comparve mai l'arcobaleno per merito del giusto vivente.